# Zlatá číše (film)
Zlatá číše (anglicky: The Golden Bowl) je americko-britsko-francouzský film režiséra Jamese Ivoryho z roku 2000 natočený podle knižní předlohy Zlatá mísa anglického spisovatele Henryho Jamese.

## Obsazení
| Uma Thurman      | Charlotte Stant   |
| Jeremy Northam   | princ Amerigo     |
| Kate Beckinsale  | Maggie Verver     |
| James Fox        | Bob Assingham     |
| Nick Nolte       | Adam Verver       |
| Anjelica Huston  | Fanny Assingham   |
| Madeleine Potter | Gladys Castledean |
| Nicholas Day     | Lord Castledean   |
| Peter Eyre       | A. R. Jarvis      |